# 安藤裕行
安藤 裕行（あんどう ひろゆき、12月24日 - ）は、日本の漫画家。男性。香川県出身。主に成人向け漫画雑誌で活動している。

## 来歴
2001年頃、商業誌デビュー。当初はメディアックス発行の『コミックファンタジーライズ』、『コミックPOT』に作品が掲載されていた。『コミックPOT』が休刊した2006年以降は、主に茜新社発行の『ComicちょいS!』（2008年休刊）、『COMIC天魔』で作品が掲載されている。また、2009年には商業アダルトゲーム『友達の母を犯すということ』で初のゲーム原画を担当した。
同人活動は自身の同人サークル「乳棒乳」でイラスト集の頒布をしている他、「いれくば堂」発行のイラスト集へのゲスト参加、同人サークル「牛乳ソフト」制作のアダルトゲーム『牝母 〜女になった母さん〜』の原画等を行っている。

## 作品リスト

### 単行本
成人向け作品
1. 『今夜こそ全て奪う』 2003年9月発売、メディアックス 〈MDコミックス〉、ISBN 4-89613-970-4
2. 『苦いミルクと雌の匂い』 2004年10月発売、メディアックス〈MDコミックス〉、ISBN 4-89613-695-0
3. 『欲しい物は穴ひとつ!』 2005年7月発売、メディアックス〈MDコミックス〉、ISBN 4-86201-006-7
4. 『ぱいヌキ』 2006年8月発売、メディアックス〈MDコミックス〉、ISBN 4-86201-019-9
5. 『恋するプリンぱい』 2008年6月27日発行[4]、茜新社〈TENMA COMICS〉、ISBN 978-4-8634-9001-7
6. 『おねっぴゅ』 2010年2月26日発売[5]、茜新社〈TENMA COMICS〉、ISBN 978-4-8634-9132-8
7. 『まみれ乳』[6] 2013年1月31日発売[7]、ワニマガジン社〈ワニマガジンコミックススペシャル〉、ISBN 978-4-86269-233-7
8. 『パコパコビッチ☆ ～メガ盛り！ましまし！ドスケベ肉～』 2017年9月28日発売[8]、茜新社〈TENMA COMICS〉、ISBN 978-4-86349-657-6

### ゲーム原画
成人向け作品
- 『友達の母を犯すということ』 （DISCOVERY、2009年1月30日）
- 『牝母 〜女になった母さん〜』 （牛乳ソフト、2010年3月13日） ※同人ゲーム
- 『孕み頃♪～元ヤン母とグラビアアイドル妹の誘惑～』 （牛乳ソフト、2012年8月31日） ※同人ゲーム
- 『淫猥輪廻～美熟女凛子～』 （牛乳ソフト、2013年8月29日） ※同人ゲーム
- 『褐色爆乳×ぽっちゃり熟女荘～お隣さんと大家さんがエロすぎて～』 （牛乳ソフト、2015年12月27日） ※同人ゲーム
- 『褐色爆乳×ぽっちゃり熟女荘2～クソビッチ？牝豚2匹は俺のチ〇ポ奴隷！！～』 （牛乳ソフト、2016年8月14日） ※同人ゲーム